# Olavi Salsola
Olavi Armas Tapani Salsola (26. prosince 1933 Keuruu – 8. října 1995 Rauma) byl finský atlet věnující se běhu na střední tratě.

## Sportovní kariéra
Na Letních olympijských hrách 1956 vypadl v rozběhu v závodě na 1500 m a na Mistrovství Evropy v atletice 1958 obsadil v běhu na 1500 m 12. místo. V letech 1955 a 1957 se stal mistrem Finska v běhu na 800 m a v letech 1957 a 1958 byl členem vítězného týmu na Mistrovství Finska ve štafetě 4×800 m. Je držitelem dřívějšího světového rekordu v běhu na 1500 metrů s časem 3:40,2 s, který vytvořil 11. července 1957 v Turku. Tento závod je znám jako den "Tří Olavů“, neboť v tomto závodě celkem tři Finové, kteří se křestním jménem jmenovali Olavi a všichni tři byli narozeni v roce 1933, do cíle doběhli v novém světovém rekordu. O první místo (a zároveň o tehdejší světový rekord) se dělili Salsola s Olavim Salonenem a s nevelkou ztrátou za nimi doběhl Olavi Vuorisalem. Tito Finové jsou dodnes společně nazýváni jako „tři Olavové“. Tento rekord však vydržel pouze jeden den, dokud jej nepřekonal československý reprezentant Stanislav Jungwirth s časem 3:38,1 s.